# Klupci (Krapinske Toplice)
Klupci is een plaats in de gemeente Krapinske Toplice in de Kroatische provincie Krapina-Zagorje. De plaats telt 125 inwoners (2001).